# Star Wars: Republic Commando
Star Wars: Republic Commando is een first-person shooter ontwikkeld door LucasArts en uitgegeven door Activision en LucasArts. Het spel is in Europa uitgegeven op 4 maart 2005 voor op de Xbox en Microsoft Windows.
In Star Wars: Republic Commando kan men kiezen tussen multiplayer en singleplayer.
Bij singleplayer vecht de speler zich door drie hoofdmissies met elk meerdere submissies.
De speler begint als Delta 38, oftewel RC-1138. Delta 38 is de leider van een eliteteam van clones, genaamd Delta Squad. Dit eliteteam is gekloond op de planeet Kamino, om speciale missies uit te voeren voor de Galactische Republiek. Het eliteteam bestaat uit vier elite soldaten. Elk van de vier soldaten heeft een speciale eigenschap. Samen vormen ze de perfecte oorlogsmachine die in alles goed is.
Het spel begint in het deel Star Wars: Episode II: Attack of the Clones wanneer de eerste clonen, samen met Yoda, het reddingsteam van jedi die Anakin, Obi-wan en senator Amidala uit de Petranaki Arena op Geonosis wilden redden, te hulp schoten. Hier begint de speler eerst met hulp en uitleg en naarmate de speler in het level vordert ontmoet men de andere drie leden van Delta Squad.

## Personages
RC-1138 (Delta 38 of "Boss")De speler heeft voor het hele spel de controle over Delta 38. Hij is de aanvoerder van Delta Squad en deelt de orders uit aan de andere leden van Delta Squad. Hij houdt altijd het hoofd koel in slecht uitziende situaties. Zijn pantser is wit met oranje vegen.
RC-1140 (Delta 40 of "Fixer")Delta 40 is de hacker en technologie-expert van het team. Fixer is het lid van Delta Squad die altijd serieus met zaken omgaat. Zijn pantser is wit met groene vegen.
RC-1107 (Delta 07 of "Sev".)Sev is de sluipschutter en streeft ernaar om elke vijand te doden die Delta Squad tegenkomt. Zijn stem is laag en doordringend. Sev maakt graag grapjes over Delta 62, maar dat is gewoon als broers onder elkaar. Zijn pantser is wit met rode vegen.
RC-1162 (Delta 62 of "Scorch".)Delta 62 is de explosievenexpert. Scorch doet niets liever dan dingen opblazen. Hij lijkt vooral gehecht te zijn aan Sev. Zijn pantser is wit met gele vegen.

## Missies
Geonosis
- Prologue
- Extreme Prejudice
- Infiltrate the droid foundry
- Destroy the factory
- Advance to the core ship
- Infiltration of the core ship

Assault Ship
- Ghost ship Recon
- Rescue the squad
- Attack of the clones
- Saving the ship

Kashyyyk
- The rescue of Tarfful
- Obliterate the outpost
- The bridge at Kachirho
- The wookiee resistance
- Search and destroy
- The final strike
- Epilogue

## Ontvangst
| Beoordeeld door             | Platform | Datum           | Score |
| --------------------------- | -------- | --------------- | ----- |
| GameZone                    | Xbox     | 16 maart 2005   | 88%   |
| VGPub                       | Xbox     | 2005            | 86%   |
| Game Captain                | Xbox     | 12 maart 2005   | 85%   |
| PC Action                   | Windows  | 17 maart 2005   | 85%   |
| Fragland.net                | Xbox     | 5 april 2005    | 85%   |
| PC Games (Duitsland)        | Windows  | 23 maart 2005   | 83%   |
| Computer Gaming World (CGW) | Windows  | mei 2005        | 80%   |
| JeuxVideoPC.com             | Windows  | 19 maart 2005   | 80%   |
| GameSpy                     | Windows  | 7 maart 2005    | 80%   |
| GamerDad                    | Windows  | 8 november 2005 | 80%   |